# فردن نيدرزاكسن
فردن نيدرزاكسن (بالألمانية: Verden an der Aller) هي بلدة ألمانية تقع في ألمانيا في سكسونيا السفلى.

## المدن التوأمة
مدينة هافلبرغ هي مدينة توأمة لـفردن نيدرزاكسن.

## أعلام
- أنيتا أوجسبرج
- جيرهارد ليندمان
- فرانز جوسيف غوتليب
- ماركوس ليمان